# Smilax japicanga
Smilax japicanga är en enhjärtbladig växtart som beskrevs av August Heinrich Rudolf Grisebach. Smilax japicanga ingår i släktet Smilax och familjen Smilacaceae. Inga underarter finns listade.